# Pristiphora staudingeri
Pristiphora staudingeri är en stekelart som först beskrevs av Johannes Friedrich Ruthe 1859.  Pristiphora staudingeri ingår i släktet Pristiphora, och familjen bladsteklar. Arten är reproducerande i Sverige.